# Gorkovsky Avtomobilny Zavod
GAZ, o Gorkovsky Avtomobilny Zavod (en ruso: ГАЗ, Горьковский автомобильный завод, en español: Planta de Automóviles de Gorki), es un fabricante ruso de vehículos civiles y militares. La compañía de automóviles GAZ es el núcleo del conglomerado GAZ Group, y una parte del megaconglomerado industrial ruso Basic Element, un grupo empresarial creado tras la escisión de la URSS. La sede del Grupo GAZ está localizada en Nizhni Nóvgorod. Russian Machines Corporation es el accionista mayoritario de la OAO GAZ.
El Grupo GAZ es el principal fabricante de vehículos comerciales en Rusia. El Grupo GAZ produce varios de los modelos de vehículos comerciales ligeros y medianos usados en el mercado local de Rusia, y en el pasado fabricaba camiones pesados, autobuses, coches, transmisiones y componentes para la industria de la automoción. La cuota en el mercado ruso por parte de esta empresa es: un 50% en el segmento de vehículos comerciales ligeros, 58% en el segmento de camiones de servicio mediano, el 42% de la tracción total del segmento de servicio pesado camiones y un 65% en el segmento de autobuses.
La sede de GAZ está ubicada en el Distrito Avtozavodsky, en el suroeste de la ciudad de Nizhni Nóvgorod.

## Historia

### Inicios
Empezó en 1932 como NNAZ, una cooperación entre Ford y la Unión Soviética. Entre 1932 y 1933 se conoció como Planta de Nizhni Nóvgorod nombrado Molotov, aunque en 1933 el nombre de la sociedad fue cambiado al de Planta de Automóviles de Gorki.

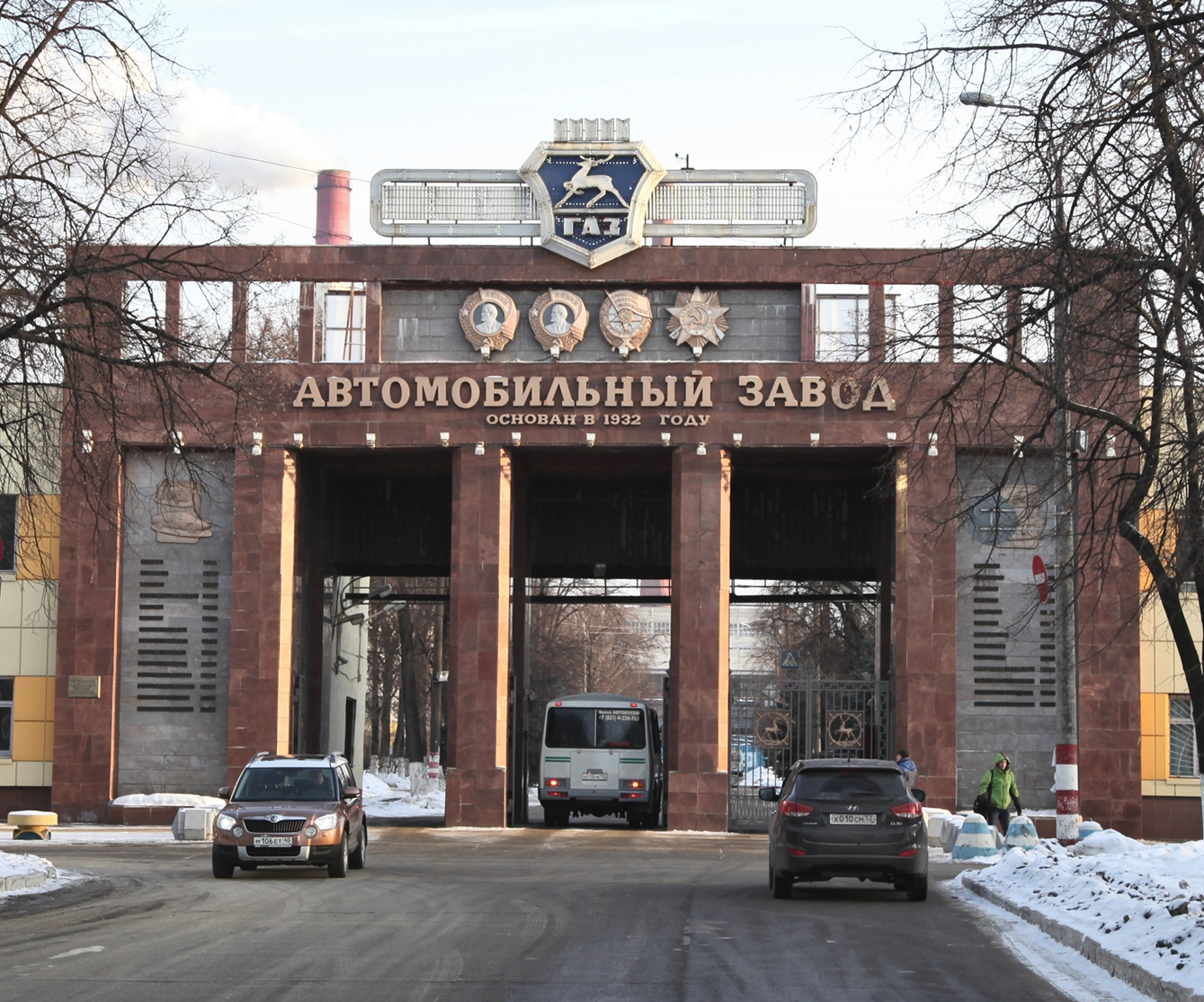
Planta de GAZ en Nizhni Nóvgorod.

El primer automóvil de la fábrica fue el modelo A de Ford, vendido al principio como NAZ A, y luego bajo el nombre GAZ AA. La producción del "A" comenzó en 1932 y duró hasta 1936, y fueron construidos cien mil vehículos. El éxito del vehículo A fue seguido por el del M1 (basado en gran parte en el Ford V8), producido a partir de 1936 a 1942. El vehículo fue apodado popularmente como Emka (del ruso: Эмка).
La experiencia adquirida con los modelos A y el M1 permitió a los ingenieros de GAZ desarrollar su propio modelo, ya de forma independiente a los que Ford habría licenciado inicialmente. El modelo fue denominado GAZ M2, entró en producción en 1942 y lo hizo hasta 1946, aunque su ritmo de producción fue más bajo de lo esperado debido a la guerra. 
De este mismo modelo se construyó una versión militar, el GAZ-61 4x4 (posiblemente el primer turismo 4x4 del mundo). En los talleres de la GAZ también se produjeron el GAZ-12 ZIM, GAZ-21 y GAZ-24 Volga y los coches de lujo GAZ-13 y GAZ-14 Chaika. Además, se fabricaron vehículos 4x4 tal como el GAZ y el GAZ-69.

### Segunda Guerra Mundial y Consolidación
Durante la Segunda Guerra Mundial, la compañía estaba completamente reorientada a la fabricación de equipo militar. De hecho, se empezó a producir un vehículo para el transporte de pasajeros de tipo todoterreno para el uso militar, el GAZ-64, con el fin de reforzar el frente de guerra soviético.
En octubre de 1941 la planta mantuvo la producción de tanques ligeros T-60, cuyo diseño habría sido perfeccionado por los trabajadores de la fábrica para mejorar su rendimiento. Luego, con las grandes posibilidades de GAZ en comparación con la "Planta de Arsenales de Moscú N° 37", siendo el promotor y productor principal del T-60, la empresa se propuso diseñar y construir una variante más avanzada del tanque, con un blindaje más grueso y armamento de mayor calibre.
Ya en diciembre, el prototipo del T-70 fue terminado, y después de las mejoras introducidas el tanque T-70 se convirtió en el carro de combate más numeroso del Ejército Rojo por esta época. Dichos tanques se incorporaron de manera oficial en abril de 1942. En la primavera se adelantaron varios trabajos de adecuación también para producir un vehículo blindado ligero, que sería el BA-64; diseñado sobre la base mecánica del GAZ-64.
En 1943 se llegó a producir una nueva versión, con un ancho entre ejes mayor; denominada BA-64B, que posteriormente sería unificada con la versión anterior, y en la que el chasis del motor del todo terreno militar GAZ-67 fue posteriormente desarrollado. La oficina de diseño de GAZ, bajo la dirección de Nikolai Alexandrovich Astrov, trabajó arduamente en el segundo semestre de 1942 para reforzar el chasis del T-70, con el fin de tratar de eliminar su inconveniente más importante -un único tripulante en la torreta-, así; en octubre de 1942, el T-70 fue sustituido por una modificación mejorada, el T-70M, y en diciembre de ese año, ya había sido probado con éxito y adoptado para el tanque ligero T-80, basado en el anterior; pero que ya contaba con dos tripulantes en la torreta.
Tan grande era la demanda del Ejército Rojo de artillería autopropulsada, que la producción en GAZ de cañones ligeros autopropulsados (RPE) fue asumida con la producción del SU-76 (SS-12).
La transición a la producción del T-70 a la del tanque ligero T-80, podría suponer una merma en el número de los T-70M y SU-76 enviados al ejército, por lo que el politburó decidió crear la "Fábrica N° 40 de Arsenales en Mytishchi"; donde se trasladó la producción de los modelos anteriores, y se construyó en la planta de Gorky una serie de cinco vehículos, con los resultados obtenidos de las anteriores experiencias. En 1943, la Oficina de diseño de Blindados se centró en la mejora del chasis y otros componentes de la serie SU-76, ya que su versión original tenía un defecto grave en el conjunto del motor y la transmisión. Estos esfuerzos fueron exitosos, con la producción de un modelo mejorado de artillería autopropulsada (el SU-15 y el SU-76M, una versión posterior del SU-76), que no tuvieron esta clase de defectos.
Los diseñadores de la planta GAZ también desarrollaron varios prototipos de vehículos blindados, propulsados tanto sobre ruedas como sobre orugas, que finalmente no llegaron a la producción en serie por diversas razones, como por ejemplo como el PCB-76 y el GAZ-74 entre otros. En el mismo período, se dominó la producción de vehículos de pasajeros modernizados para el ejército, con el GAZ- 67B; que seguirían siendo fabricados después de la guerra. Además, el trabajo de la planta GAZ en la producción masiva de motores, morteros y otros productos militares fue fundamental para el realzamiento del poderío soviético militar de posguerra. El papel de liderazgo en la fabricación de vehículos todo terreno para el ejército soviético que jugó el diseñador Vitaly A. Grachev [cita requerida], le valió obtener el Premio Stalin de 1942 en la categoría de vehículos blindados, con la creación del BA-64. Durante la guerra en tierras rusas en 1942 fueron fabricados los siguientes productos:
- Camiones - 176.221 unidades (incluyendo el montaje de los camiones cedidos bajo el acuerdo de la Ley de Préstamo y Arriendo de los modelos Ford G8T y Chevrolet G7107);
- Tanques - cerca de 12.000 unidades.
- Artillería autopropulsada - más de 9.000 piezas.

- Morteros - 24.000 piezas.

- Motores de automóvil - 232.000 unidades.
- Munición para el lanzacohetes "Katyusha" - 30.000 proyectiles.

Del 4 al 22 de junio de 1943, y en apenas un mes tras haber sido remodelada; los aviones de guerra alemanes bombardearon la planta de GAZ siete veces. El daño recibido fue bastante severo, y hubo cerca de 50 muertos, aparte de los daños y afectaciones en los edificios y sus instalaciones. Con ello se produjo una interrupción en el flujo de la producción. Pero en dicha parte de su historia, hubo hasta 35.000 obreros (especialmente albañiles) que repararon la planta, aparte de los instaladores y constructores que repararon las máquinas y las instalaciones, para lo que estuvieron trabajando en turnos de hasta 18-19 horas al día. Restaurar la planta por completo les costó apenas 100 días, pero se tuvo que abandonar la producción de camiones, tras recibir la encomienda de la producción del sofisticado y tecnológicamente avanzado modelo GAZ-AAA, que a su vez vio su producción momentáneamente parada, con sus líneas de producción dedicadas a la fabricación de otros modelos de vehículos blindados y a la del reputado BA-64. Sin embargo, la entrega a las tropas de los tanques ligeros T-70 no fue detenida ni por un solo día, aunque las cifras cayeran cuando los trabajadores de la planta bloquearon las operaciones de la fábrica en octubre de 1943. Entre los diseñadores pendientes de las innovaciones en los diseños y en la creación de equipos que estuvieron en labores en la planta cabe destacar a A.A. Lipgart, N.A. Astrov, V.A. Dedkov, V. Grachev, A.M. Krieger, L. Kostkina, N. Sorochkin y V.K. Rubtsov. El gobierno de la URSS apreció mucho el trabajo de la planta de GAZ durante la guerra, siendo condecorada con las órdenes de Lenin, la Bandera Roja y la de la Segunda Guerra Mundial en Primer Grado.

### Después de la Segunda Guerra Mundial y modernización

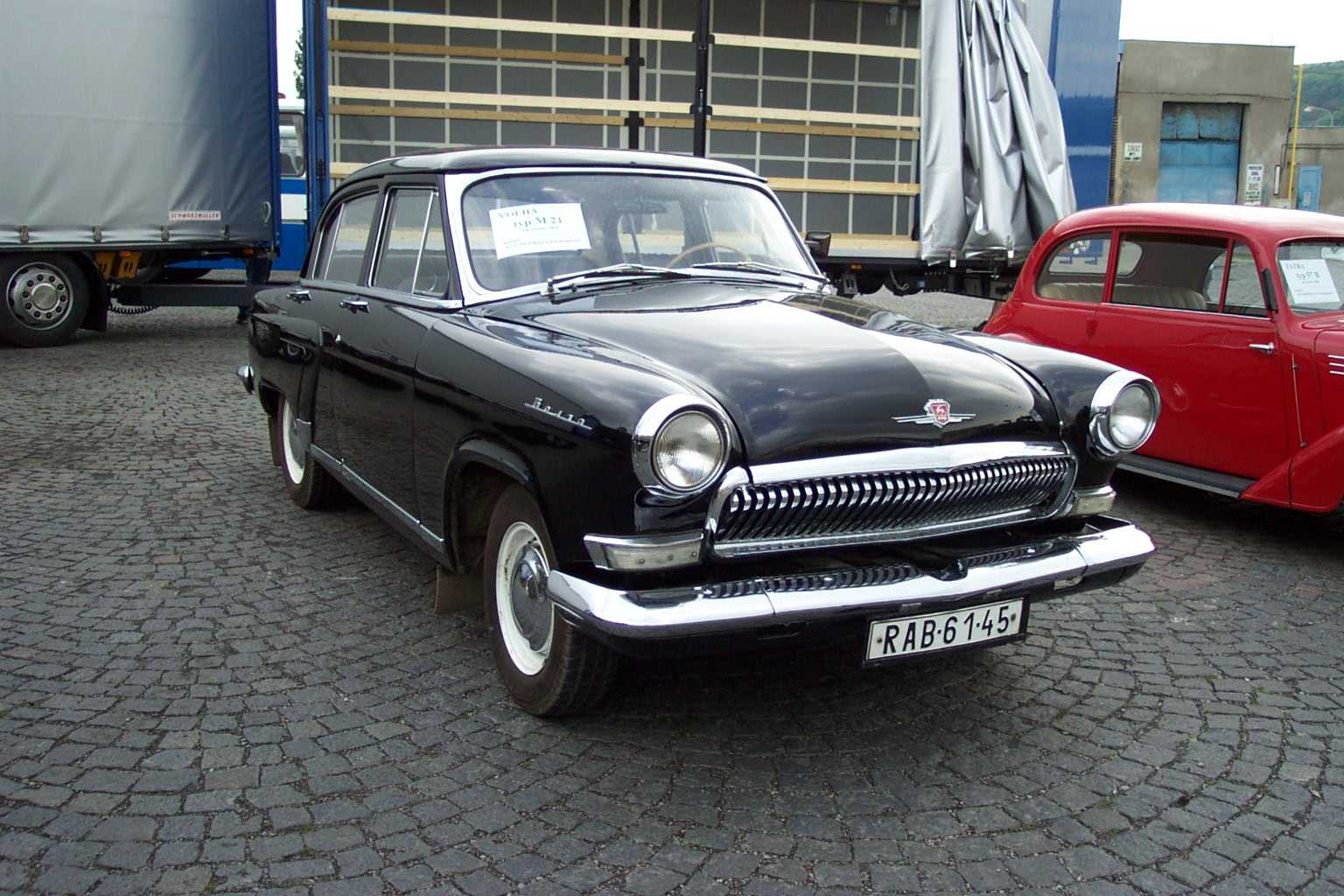
GAZ-21P de segunda generación (1959-1981).

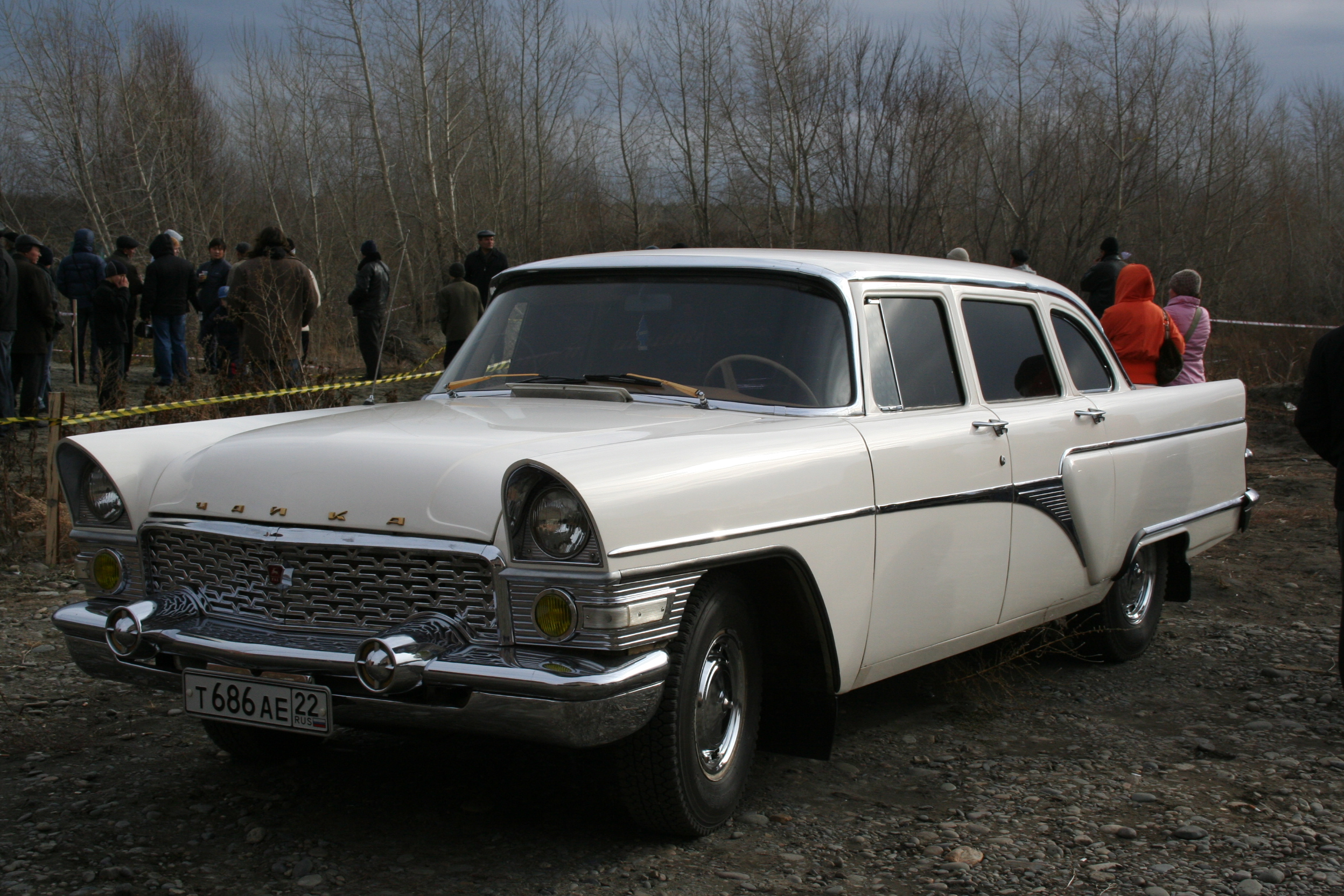
GAZ-13 (1959-1981).

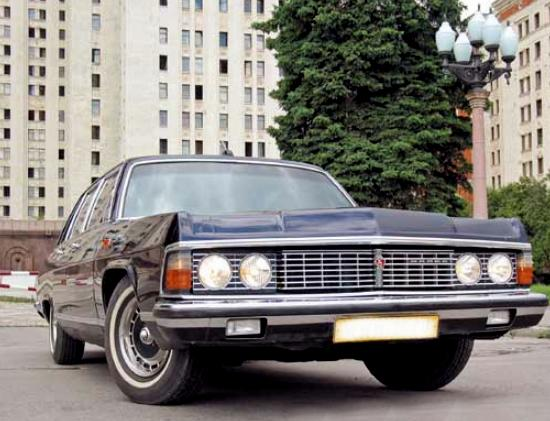
GAZ-14 "Chaika" (1977-1989).

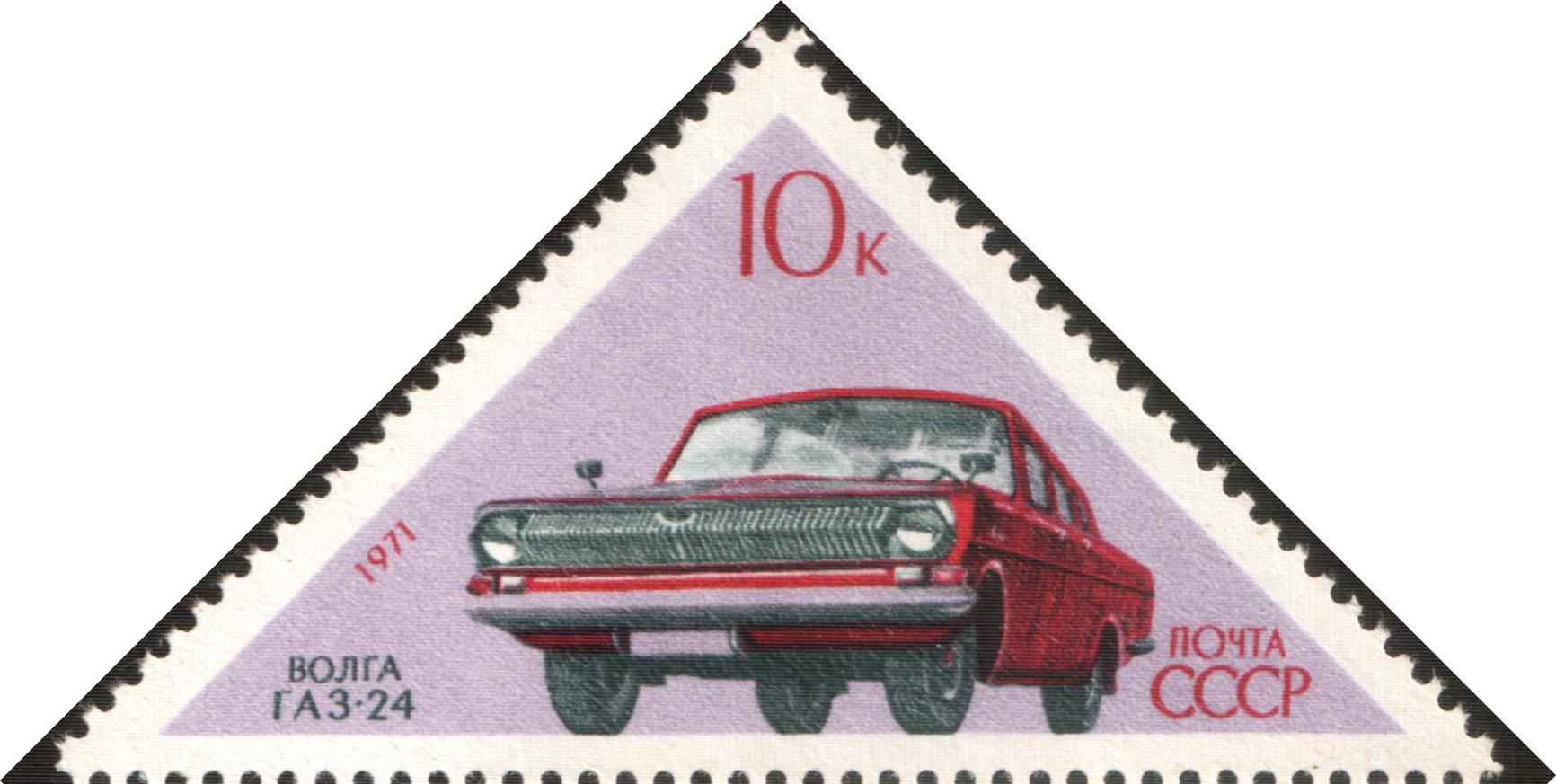
Estampilla (sello postal) de 1971 emitida por la Unión Soviética mostrando un GAZ-24.

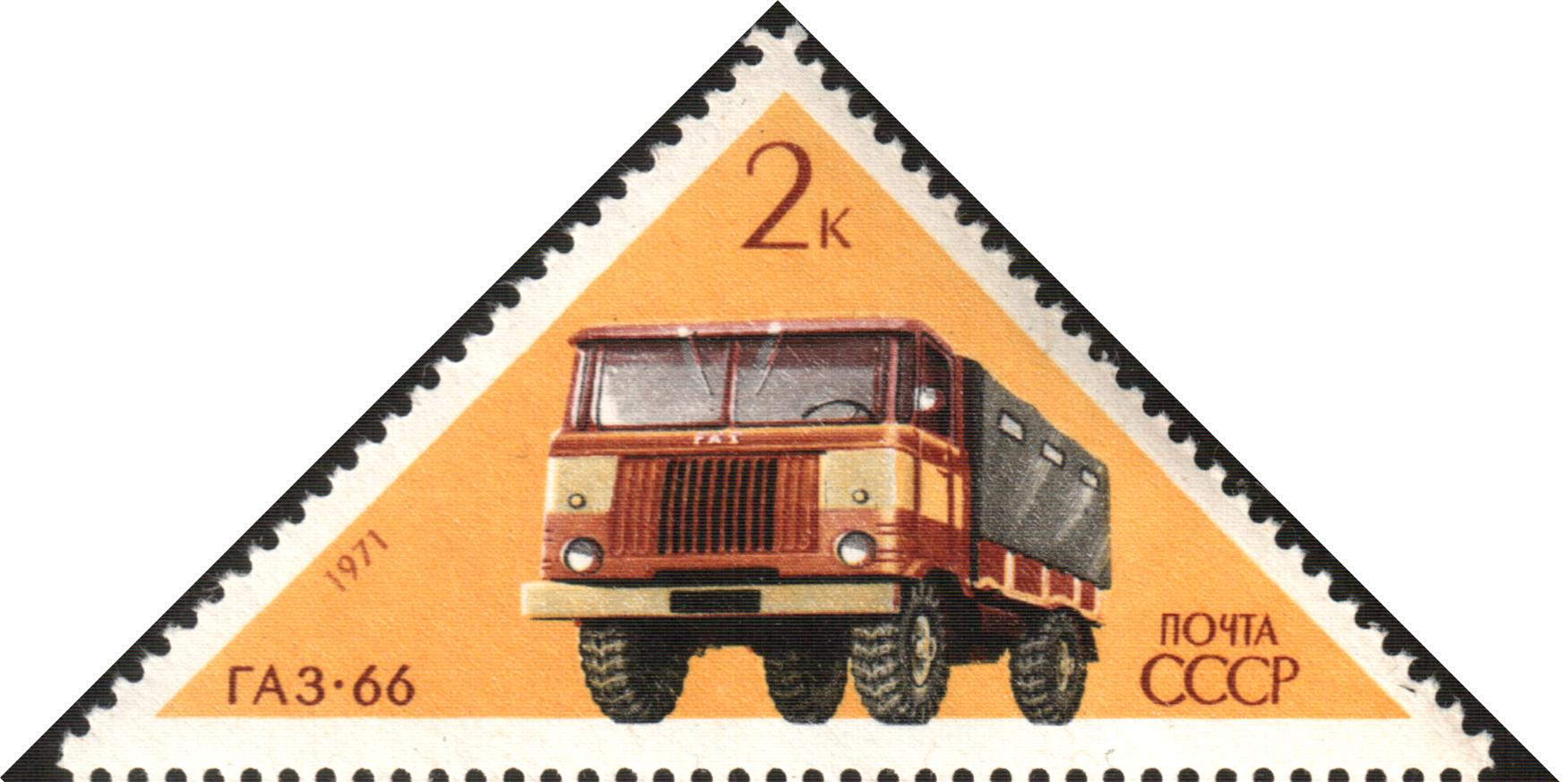
Un coche GAZ-66 (1964-1999) en un sello de correos de 1971.

Al final de la Segunda Guerra Mundial, en la fábrica se hicieron grandes esfuerzos para reemplazar la mayoría de los modelos de preguerra, y este proceso sería desarrollado cuando se reanudó activamente la producción de vehículos civiles en el periodo 1943-1945. En la primera parte de la posguerra, ya en 1946, apareció la famosa berlina GAZ-20 "Victoria" (sobre la base de un prototipo de 1944), así como la introducción de un camión con capacidad de carga de hasta 2.5 toneladas, el  GAZ-51 (sobre la base de un prototipo de 1943). En 1947 la producción de camiones GAZ-MM fue asignada a la planta UlZiS, posteriormente redesignada como UralAZ.
Entonces se comienza la producción de vehículos GAZ-47, montados sobre orugas y de capacidad todo terreno. En 1948, se vio la introducción del camión de tracción en las cuatro ruedas GAZ-63, y en 1949 se creó un prototipo del jeep GAZ-69 "obrero". En 1950, la línea de producción comenzó la fabriciación del sedán de lujo GAZ-12 "ZIM", y por otro lado se inició la producción en serie de vehículos blindados BTR-40 (GAZ-40).
Entre los años 1953 y 1954 ya se había decidido iniciar la producción de los jeeps GAZ-69 y GAZ-69A (transferida en 1955/1956 a la planta UAZ - УАЗ), así como el primer SUV de lujo con una carrocería monocasco GAZ M-72, construido sobre el chasis de un GAZ-69. En 1956 se diseñó un modelo inicialmente para sustituir al "Victoria", que llegaría a ser un sedán de tipo mediano, el conocido "Volga"; o GAZ-21 según el sistema de nomenclatura soviético, que perduró en la producción en masa por más de 40 años tras una serie de mejoras. En 1959, la planta "ZIM" cambió la producción, y pasó del elegante GAZ-13 "Gaviota" a un diseño propio, que GAZ mantuvo en producción por más de dos décadas.
El trabajo colectivo de los ingenieros y diseñadores concluyó en 1950 con la presentación del modelo más icónico de dicha planta, el GAZ-21 "Volga", así como la salida de sus líneas de los sedanes de lujo GAZ-13 "Chaika" y el camión GAZ-52, presentados en la Exposición Universal de Bruselas en 1958, galardonados con el premio más alto (El Grand Prix de dicho certamen) por su innovación. En la segunda mitad de la década de 1950 se entró a producir una serie de camiones de tercera generación, en los que se incluían los modelos GAZ-56 (con capacidad útil de carga de hasta 1,5 toneladas), el GAZ-52 (2,5 ton) y GAZ-53 (3,5 ton). Para el ejército soviético en 1958, se fabricaría un camión anfibio de 1,2 ton, el GAZ-62, con un diseño de cabina dispuesta sobre el motor; algo muy revolucionario para los diseñadores soviéticos de entonces. Desafortunadamente, por alguna razón el camión de la serie GAZ-56 no fue producido, y el desarrollo de la serie de camiones GAZ-52 y GAZ-53 se retrasaría hasta 1960.
La década de 1960 terminó con una renovación en la gama de camiones. En este periodo salen al mercado del transporte los modelos GAZ-52 (1961), GAZ-53 (1961) y GAZ-66 (1964), que formaron la tercera generación de camiones de diseño y construcción totalmente hechos por la GAZ. Los modelos GAZ-53 y GAZ-66 presentaron unas mejoras en su motorización, que consistió en un potente motor V8 y tracción en las cuatro ruedas con frenos de disco dobles. El GAZ-66 fue el primer coche en la URSS al que se le concedió el derecho a portar el Sello de la calidad del Estado.
Desde comienzos de 1960, en el área de diseño de la GAZ se trabajó en varios proyectos para sustituir a la famosa serie del GAZ-21, que ya se estaba desarrollando sobre la plataforma mecánica del GAZ-21, pero con una carrocería más moderna, diseño al que posteriormente se denominó GAZ-24 "Volga". El primer lote piloto estuvo listo en 1968, y a partir de 1970 comenzó la producción en serie de dicho vehículo. El coche obtuvo la medalla de oro en la Exposición Internacional de 1969 en Plovdiv (Bulgaria), y otra más en 1970 en Leipzig (entonces RDA). Mientras tanto, la producción del veterano GAZ-21 fue concluida de forma oficial en julio de 1970, y en abril de 1975 finalizó a su vez la de otro veterano modelo de la planta, el camión GAZ-51A. La última unidad de dicho modelo fue llevada a la exposición permanente del legendario Museo de la planta de GAZ.
En 1977 comenzó la producción del GAZ-14 "Chaika", el representante de la tercera generación de una clase de coches de lujo de diseño soviético. Este coche es famoso por su alto nivel en innovación técnica para el mercado soviético y sus niveles de comodidad [cita requerida].
También en 1970, se reorganizó la producción y la estructura jerárquica de la planta: el 24 de agosto de 1971, se construye sobre la base de las asociaciones de las plantas de producción y filiales de la empresa una matriz, la sociedad "GAZolin". En 1973, pasó a llamarse en las oficinas del buró soviético en sus denominaciones corporativas como "GAZ" a las plantas de las que constaba el conglomerado, unas 11 plantas en total.
Por ser la planta más exitosa en cuanto a la producción de automóviles y camiones nuevos, y por ser contribuyente activo a los planes quinquenales, en 1971 la fábrica de automóviles GAZ fue galardonada con la Orden de Lenin del mismo año. En esta época, se empieza a desarrollar la siguiente generación de camiones GAZ con el objetivo puesto en el desarrollo de motores diésel de propia manufactura y modernización dentro del plan de avance planificado, el más significativo para la evolución de los coches "Volga".

### Disolución de la Unión Soviética y remodernización
En 1980, guiada por el programa de desarrollo de motores diésel impulsado por el Gobierno soviético, la planta GAZ comienza a trabajar en la cuarta generación de motores diésel para sus camiones y para el uso en otras aplicaciones. En marzo de 1981 la línea de montaje superó los 10 millones de automóviles de la marca GAZ. La producción de motores diésel en la década de 1980 se convirtió en la mayor prioridad para la compañía. Este programa fue llevado a cabo por la dirección general teniendo en cuenta la prioridad de dicho programa, concebida en relación con sus necesidades la reconstrucción más importante que ha sufrido la planta en su historia.[cita requerida] La construcción de la planta de motores diésel comenzó en 1984, pero dicha fábrica tuvo que esperar a ser inaugurada de forma oficial hasta que no estuvo activa la planta de fabricación de los motores de arranque de GAZ, lo que no sucedió hasta 1993. En 1984 se construyó el primer camión con el motor de desarrollo local y de combustible diésel, el GAZ-4301, que estaba refrigerado por aire, diseñado por los expertos en ingeniería automovilística de GAZ, entonces el líder de la industria automovilística en la Unión Soviética.
En el contexto de esta prolongada duración del programa, la producción de la planta en cuanto a nuevos modelos de vehículos de pasajeros estuvo estancada prolongadamente. Desde 1981, el nuevo "Volga"; o GAZ-3102, tenía un motor con pre-ignición en la cámara de combustión, y contaba con un sistema de frenos de disco en el eje delantero. Pero no sería la principal novedad de la planta, ya que conservaba el viejo diseño del bloque del "GAZ-24", y fue tan solo una revisión de estilo profunda del "GAZ-24". Además, el volumen de su producción se limitó a unos pocos miles al año. Como resultado del prestigio alcanzado por el modelo "Volga 31-I", se llevaría a cabo una adecuación del modelo, siendo el chasis de este tomado como base para el desarrollo de la nueva serie de vehículos de lujo de la GAZ, la reputada familia "Gaviota". Como el modelo anterior, sería destinado exclusivamente para servir al transporte de los burócratas de las más importantes instituciones y entidades estatales soviéticas. Al mismo tiempo, el GAZ-24; nuevamente "actualizado" en 1985, recibió la indexación "GAZ-24-10", continuando como modelo básico de los servicios de taxis, siendo vendidas algunas unidades de forma limitada a propietarios privados (principalmente, a través de una red de concesionarios, llamados "abedul"). Solo a finales de 1980 se comenzó a desarrollar una gama totalmente nueva de coches con sistema de tracción delantera y otra de vehículos con tracción a las cuatro ruedas. Saldría en primer lugar el sedán ejecutivo "GAZ-3105", que más tarde sería producido en una edición limitada. Para la construcción masiva de automóviles se hizo la adaptación de las líneas de producción para la fabricación exclusiva de los modelos GAZ-3103 (de tracción delantera) y el GAZ-3104 (de tracción integral), ya que a causa de la crisis en la década de 1990, no se alcanzó la producción en serie de grandes cantidades, como solía verse en el pasado.
En 1989, y a raíz de la reestructuración de los objetivos y del contexto político-económico de la Unión Soviética, en la fábrica se comenzó a trabajar en la creación de una completa familia de camionetas con capacidades de carga de hasta 3,5 toneladas, diseñada para encarar las necesidades de pequeñas y medianas empresas, que luego sería exitosa entre las firmas de mensajería especializada. Gracias al diseño asistido desde sistemas CAD,  y a sus rápidos ensayos de funcionamiento, el futuro de la familia "Gazelle" se aseguró sobre la marcha y en un tiempo récord, y en el primer semestre de 1990 se vio la primera ronda de vehículos de pre-serie llevando a cabo pruebas en carretera reales. Desde finales de 1989 se puso en producción la cuarta generación de camiones GAZ, designados GAZ-3307. La capacidad de producción de automóviles a finales de la época soviética superó las 200.000 unidades por año, aproximadamente la mitad de los cuales eran turismos, siendo innovada la línea de diseño con la integración total a sus diferentes modelos de sistemas de diseño asistido por computadora.

### Remodernización después del colapso

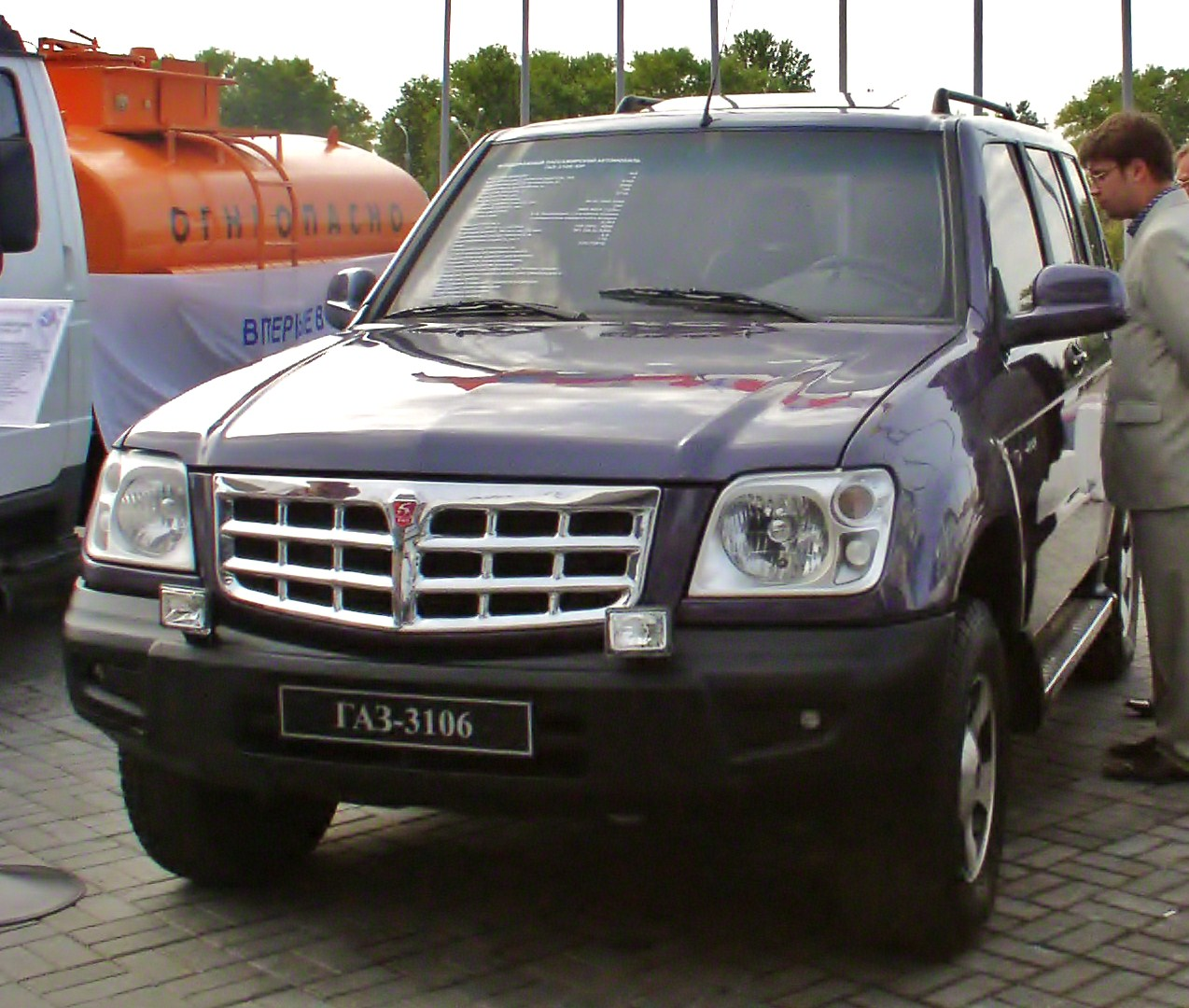
prototipo de GAZ, el "GAZ-3106 Atamán-2".

Desde principios de 1990, apareció el camión GAZ-3307, siendo el primero de una generación de transición del sistema de carburador a inyección, lo que animó a reemplazar dentro de su gama de modelos de camiones a aquellos que eran de motores de gasolina por actualizaciones con motores de combustible diésel, siendo estos de cuarta generación. Los modelos serían los GAZ-4301, GAZ-3306 y el GAZ 3309 (que contaba con un sistema de combustible dual, de gas natural comprimido y diésel), recuperándose el diseño original de un motor refrigerado por aire. Pero la inevitable pérdida de mercado dentro de Rusia ya no podía asegurar la utilización de su plena capacidad de producción, y ante el enorme éxito de la industria financiera local y la falta de apoyo del gobierno, se decidió transformar su tipo de industria y su capacidad productiva.
Después del colapso de la industria de la Unión Soviética, la Federación de Rusia se vio sumergida en una crisis sistémica profunda. La planta GAZ fue una de las primeras empresas que trataron de adaptarse a las nuevas condiciones del mercado, al ser una de las más importantes industrias del anterior país soviético. En noviembre de 1992, la fábrica de automóviles de Gorki se había transformado rápidamente en una "Sociedad de Capital Abierto" ("JSC"). Luego, sería elegido un presidente para la recientemente constituida "OJSC "GAZ", siendo designado N. A. Pugin como cabeza de dicha sociedad. Pero a partir del cambio de una sociedad de tipo comunista, donde el sistema económico restringía las necesidades individuales a sus más mínimas expresiones, surgió la aparición de una enorme demanda, muy acumulada, de coches de pasajeros baratos y asequibles, lo que permitió a la Planta de GAZ aumentar la producción del "Volga" hasta por 1,8 veces (de ~70.000 a más de 125.000 unidades de este modelo por año).
Con la industria en marcha, se llevó a cabo una modernización de la familia "Volga"; la que después y hasta la fecha ha seguido de manera permanente. Así, en 1992, apareció el sedán GAZ-31029, ya muy diferente de los modelos anteriores de la serie "GAZ-24-10", ya que en su mayoría los cambios que se dieron afectaron a su aspecto, haciéndolo lucir más moderno. El diseño frontal y trasero incluyeron modificaciones radicales en su aspecto total, pero sin cambiar todos los componentes básicos de la carrocería, que seguiría manteniendo hasta un 80% de sus componentes básicos estructurales. Al mismo tiempo, sobre la base mecánica del "Volga", se desarrolló una camioneta de tipo medio, el GAZ-2304 denominada "Burlak"; pero no vio su producción en serie debido a la fuerte demanda de los modelos de pasajeros, y a la llegada masiva de vehículos importados a Rusia más baratos. El bajo volumen de las ventas de la clase sedán "GAZ-3105", no permitió realizar lo que ya estaba previsto, el colocar a la venta el modelo de lujo "Gaviota", ya que su tradicional clientela no se interesó por dicho modelo, debido a su alto costo, lo que se relaciona principalmente con la falta de una producción local de los componentes como radios y otros sistemas de tecnología más avanzada, así como de accesorios de lujo que le eran incorporados. Además, la competencia cada vez mayor de las marcas de coches más prestigiosas en el mercado de los automóviles de lujo en Rusia le dejaban poco campo a un modelo que ya era considerado en occidente como muy anticuado.
Desde el segundo semestre de 1990, la planta de GAZ trabajó activamente para crear una familia de camionetas de carga ligera y otra clase de vehículos utilitarios, entre deportivos y militares; a los que denominó GAZ-2308 "Atamán", GAZ-23081 "Ermak Atamán" y GAZ-3106 "Atamán-2". En 1998, el "Volga" en su plataforma de tracción trasera fue desarrollado para la "transición" a la gama de coches de tipo sedán "GAZ-3111", que estaba destinada a reforzar la posición de la GAZ en los coches de tipo ejecutivo (conocidos en Rusia como el Segmento E2). Llegó a desarrollarse una serie de modelos prototipo, siendo su resultado los coches "GAZ-3103" y "GAZ-3104", ambos basados en un modelo que usa la plataforma del posterior "GAZ-3105". Sin embargo, después de que el mercado en 1998 viese la llegada de más modelos complejos y avanzados, pero más económicos que el "GAZ-3111", la compañía asumió que el modelo no era demasiado competitivo y su precio era demasiado alto para sostener a la fábrica en el mercado ruso.
Pero en julio de 1994, apareció la serie renovada de camiones ligeros "Gazelle", con una capacidad de carga de 3,5 toneladas; que fue la primera serie de este tipo de camiones en ver la producción en serie en la planta GAZ. Más tarde, la familia "GAZelle" se convirtió en la serie más popular de vehículos comerciales ligeros de pequeña escala en esta clase emergente, siendo extremadamente popular entre las pequeñas y medianas empresas y en otros sectores de la economía postsoviética, convirtiéndose este modelo en el verdadero salvador de la empresa al contribuir a mantener unas perspectivas en cuanto a su desarrollo bastante estables.[cita requerida] El primer millón de camionetas "GAZelle" se alcanzó en 1999 tras 11 años de producción. En diciembre de 1995 se vio la unidad número 15 millones de la fábrica de coches "GAZ". El vehículo sería una unidad del modelo GAZ-32213' de la familia "GAZelle", en la primavera de 1996, que a su vez sería la base de un novedoso modelo de la serie "Volga" que se convirtió en un chasis de un modelo de tipo taxi, convirtiéndose en una forma de revivir el transporte público de masas. En 1996, fue el primer fabricante de automóviles de Rusia en aplicar a sus modelos una mejora trascendental, al introducir en sus motores un sistema de 4 válvulas por cilindro, lo que mejoró la combustión y el rendimiento de sus propulsores. Los primeros de estos vehículos fueron de las versiones de 2,3 litros, de la familia de motores ZMZ-406. Sin embargo, aún faltaba mucho tiempo para desarrollar una familia de motores que reemplazara a la obsolescente serie de motores con carburador de la línea ZMZ-402 de 1958 y todavía en producción, que eran fabricados aún debido a su bajo costo de producción.
En 1997 se llevó a cabo la próxima y mayor actualización del "Volga". El nuevo modelo recibió el código de serie GAZ-3110. En el mismo año la GAZ adquirió una licencia de la empresa austriaca Steyr para producir motores diésel de pequeña cilindrada para usarse en turismos, furgonetas y camiones ligeros. También en 1997, la GAZ firmó un acuerdo con la empresa italiana Fiat para crear una sociedad conjunta bajo el nombre de "Motores de Nizhni Nóvgorod" dedicada al ensamblaje de automóviles de la marca Fiat. En virtud de la sociedad recién creada se prepararon nuevas instalaciones en la zona de la antigua fábrica de motores diésel, reacondicionándose las salas que la GAZ tenía inactivas tras el colapso de su producción tras la caída de la URSS, y que debido a un proyecto cancelado en 1998, no habían sido actualizadas desde entonces.
En la segunda mitad de 1998, la producción de la GAZ comenzó el desarrollo de una segunda familia de camionetas y minibuses GAZ, a la que se denominó como "Sable", con una capacidad de carga de 2,8 toneladas, y que en 1999 le permitió la presentación de un camión de doble transmisión. También se produjo la unidad un millón del Shisiga, con la que se concluyó la producción oficial, siendo su reemplazo el más avanzado camión GAZ-3308, designado como "Sadko", aprobado por el Ejército de tierra de Rusia para su servicio operativo.

#### Acuerdos de cooperación
Desde finales de 1990, la planta GAZ comenzó a trabajar para crear un modelo de camión remolque de la gama media, el GAZ-3310. Pero para ello,  suscribió en 1990 varios acuerdos de cooperación con fabricantes internacionales de equipos y componentes con el fin de actualizar sus coches. Fueron firmados con las siguientes compañías:
- Lucas Industries - Fabricación y producción de sistemas de freno y otros componentes bajo licencia.
- Ingersoll-Rand - Fabricación y producción de herramientas manuales y neumáticas de alta calidad.
- Haden - Fabricación y producción de sistemas de pintura.
- CZ - Fabricación y producción de turbocompresores para motores diésel bajo licencia.
- Bosch - Fabricación y producción de equipos eléctricos para vehículos de motor, primeramente subcontratados, y luego; bajo licencia.
- Lear - Fabricación y producción de tapicería y asientos bajo licencia.

## Actualidad

### 2000-2008
En noviembre de 2000, la mayoría del paquete accionarial de la "GAZ" fue comprado por el "Grupo Pilar", propiedad del magnate Oleg Deripaska. En 2001 la OJSC "GAZ" se convirtió en parte del conglomerado automotriz "RusPromAvto", que; como resultado de una drástica reestructuración en 2005, fuera convertido en el núcleo del consorcio "Grupo GAZ", en el que la sociedad "OJSC GAZ" juega el papel determinante como matriz dentro de esta sociedad. En consecuencia, todos los productos del "Grupo" han sido distribuidos entre las diferentes divisiones de producción que se formaron, y no se mantuvieron dentro de la unidad territorial de la planta principal, aunque se mantuvo su especialización para producir vehículos comerciales ligeros y medianos. De acuerdo con la información suministrada por su departamento de asuntos públicos; el "Grupo", se ha ubicado 7.º a nivel mundial en la producción de vehículos comerciales ligeros. Ya a finales de 2000, se comenzó dentro del grupo GAZ una reestructuración importante.
Posteriormente, una serie de actividades prometedoras para su mercado, en las que se incluían la producción de modelos de camionetas y SUV's (el "Atamán"), y la serie de desarrollo para un nuevo sedán que reemplazase al vetusto diseño del turismo "GAZ-3115" del segmento D, así como otra serie de proyectos, se suspendieron debido a la falta de fondos y al pobre atractivo que el área de comercial de la nueva empresa ha suscitado. Para afrontar este inconveniente, dados los problemas con sus tradicionales distribuidores, se reestructuró radicalmente la red de concesionarios, y de hecho, se creó desde cero una nueva red de vendedores de la marca, donde se llevó incluso a cabo una completa auditoría financiera de todas las ramas y componentes de la empresa, y se eliminaron una serie de activos no esenciales del exterior. Estas medidas ayudaron a reducir el índice de pérdidas en primer lugar, y a mediados de la década permitieron alcanzar cierto nivel de rentabilidad a las ventas de la casa matriz.
A continuación, el foco de la atención de la gerencia se centró en el desarrollo de los segmentos de sus portafolios de productos más competitivos -como el de los vehículos comerciales ligeros (exactamente el de vehículos industriales ligeros) con pesos de carga de hasta 3,5 toneladas-, un segmento en el que la GAZ en Rusia conserva casi un monopolio.[cita requerida]
En el 2005, la compañía dominó la producción y venta en dicho segmento, con una nueva familia de camiones de rendimiento medio, los "GAZ-3310 - Valdai", todos de plataforma baja de carga, y alcanzó por fin una recuperación general, ya que la economía rusa había aumentado su tamaño. La demanda de camiones tradicionales de carga media -con sus modelos GAZ-3307, 3309y GAZ-3308 "Sadko"- se convirtió en el sostén inmediato de su negocio, alcanzando hasta un 70% de sus ventas naturales.[cita requerida]  Entre los años 2005 y 2006, el "Grupo GAZ" ha hecho esfuerzos considerables para superar el atraso de sus tecnologías, con la compra y modernización de equipos provenientes de los principales fabricantes del mundo. Para acelerar el desarrollo de nuevas tecnologías se utiliza activamente la experiencia de los principales fabricantes de automóviles.[cita requerida]  Entre los objetivos estratégicos del "Grupo GAZ" está el de aumentar su gama de negocios, y pretende ingresar en el mercado internacional de productores globales en el mercado internacional del automóvil, al suscribir acuerdos de producción con varias plantas en el exterior.
El nuevo enfoque del "Grupo GAZ" se centra ahora en los segmentos de los vehículos comerciales ligeros, vehículos de pasajeros de la Clase E. Con la compra de la fábrica británico-holandesa "LCV" en el 2006, se ha incrementado la exteriorización de los modelos de la GAZ, ya que se ha aprovechado la red de distribuidores de la compañía británica LDV Group, que se especializa en la producción de camionetas de tipo furgón, así como la red de sus concesionarios. Se han incorporado gran parte de sus tecnologías en la producción de furgonetas de la GAZ del modelo de 2008 en adelante. En este mismo año, los directivos de la filial británica y de la dirección de la planta en Nizhni Nóvgorod comenzaron a reunirse, con el fin de acordar el grado de integración en la producción de los modelos de la LDV y la GAZ, para no rivalizar entre las marcas de furgonetas y minibuses Maxus, y para iniciar el ensamblaje de los minibuses británicos LDV mediante el uso de conjuntos SKD para Rusia. Tras estudiarse que la localización de la planta no era la más favorable, y dado que la transición de tecnologías de la planta a la ERC, lo que exigía que la producción y montaje del minibús Maxus tuviera que ser de hasta 50 mil unidades al año, se produjo la crisis y posterior quiebra del proyecto LDV, siendo abandonado el proyecto de ensamblaje de minibuses a mediados de 2009.

### 2008-2009
Debido al conflicto surgido en los precios de los motores de ZMZ en el período 2006-2008, la producción de los modelos "Volga", "Sobol" y "GAZelle" estuvo detenida, y se hizo el cambio inmediato por motores extranjeros, de origen Chrysler, lo que le permitió a los vehículos de la GAZ estar equipados con motores importados de mejores prestaciones. Inicialmente eran motores de 2,4 litros de cilindrada, y representaban el principio de un esperado acuerdo de producción, que posteriormente se vería concluido abruptamente con la salida de la planta del mercado de turismos familiares.
La división de coches de la GAZ tuvo que rediseñar en junio de 2007 el sedán, así como los interiores del mítico GAZ-24, presentándose un rediseñado "Volga" (las series 31105 y 3102), pero la caída de la demanda (ya que el coche era considerado como un modelo obsoleto), aparte de la crisis económica que se dio en el 2008 en Estados Unidos, causaron que la firma GAZ colapsara a finales del 2008. La producción de los modelos y el desarrollo de los automóviles en el "Grupo GAZ" quedó detenida, y el negocio fue adquirido en el 2006 por el conglomerado DaimlerChrysler AG. A partir de entonces se produjeron en las instalaciones de las plantas GAZ los sedanes "Chrysler Sterling" de tamaño mediano, el sedán "Chrysler Sebring" y el "Dodge Stratus".
El Volga Siber tenía prevista la producción de hasta 65 000 unidades al año, pero el modelo demostró ser poco popular, y después de la producción de .700 unidades, la asamblea general de GAZ decidió dar por terminada su fabricación a finales de 2010. En el mismo año, la GAZ produjo 70 300  camiones (78,1% de aumento con respecto al 2009). A través de la red de distribución de GAZ en el año 2010 se vendieron un total de 83.250 unidades entre camiones y autobuses (61,6% de aumento con respecto al 2009), incluyéndose en dichas cifras las exportaciones a más de 30 países.
La proporción de la participación de la sociedad "GAZ LLC." en la producción de vehículos comerciales y furgonetas en Rusia es de aproximadamente un 59%. Sin embargo, en la fabricación de automóviles su proporción se redujo al 0,4%, y la presencia de la marca en el sector de pasajeros ha terminado. Sin embargo, en el futuro, la compañía tiene la intención de regresar al segmento de coches para pasajeros gracias a los acuerdos de ensamblaje alcanzados con las marcas extranjeras Chevrolet y Volkswagen a través de su filial Skoda.
Desde septiembre del 2008, la empresa "GAZ LLC" afrontó una crisis financiera, y desde octubre una crisis en sus niveles de ventas. Entre el cuarto trimestre de 2008 y el mes de enero del 2009, la GAZ detuvo varias veces su producción para dar salida a los productos terminados y liberar sus líneas de producción. Tras la aparición del grave problema de deuda que obligó a cesar los pagos a sus proveedores, así como a emitir unos bonos por un total de 147 millones de dólares, a principios de febrero de dicho año el gobierno ruso decidió proporcionar ayuda financiera al "Grupo GAZ" para que este pudiera cumplir con sus obligaciones, y así evitar la inminente quiebra de la planta.
La gestión anticrisis de la "GAZ" ha supuesto la toma de varias decisiones importantes para tratar de paliar los efectos de la recesión mediante diferentes paquetes de medidas, por lo que a finales de 2008 se introdujo una jornada laboral reducida, y se despidió al personal menos necesario (de 105.000 a 95.000 empleados). En noviembre de 2008, y a pesar de la detención temporal de su producción, la línea de montaje ensambló sedanes de las vetustas familias 3102 y 31105 del anticuado modelo "Volga". Para retomar estos modelos, se debía poner en práctica la producción de componentes más baratos, para así estimular la demanda y fortalecer la producción. Sin embargo, no se vio una reanudación de la demanda por dicha clase de coches, y entre la primavera y el verano de 2009 se desmanteló la línea de vehículos de pasajeros y de transporte, pero en el futuro se preveía retomar las labores de construcción de este tipo de automóviles.
Los planes para el lanzamiento en el año 2009 de un nuevo modelo de Volga, denominado GAZ Volga Siber consistían en la construcción de hasta 8000 unidades, cifra que más tarde se rebajaría a las 3000. Pero de hecho, tan solo se fabricaron 1717 sedanes de dicho modelo, de los que tan solo 428 fueron vendidos.
En 2009, el Volga Siber fue incluido en la lista de coches nacionales para la contratación centralizada, pero no fue incluido en la lista oficial de los modelos de automóviles con préstamos subvencionados para su venta a particulares. En el 2010 el Siber entró en la lista de los modelos incluidos en el programa de reciclaje, a través del cual la planta GAZ pudo producir durante 10 meses más dicho modelo, hasta que en el 2010 se alcanzó el volumen previsto de 5100 unidades, siendo detenida su producción finalmente ante sus pobres resultados el 31 de octubre del mismo año.
El 6 de mayo de 2009, el "Grupo GAZ" vendió, ante la preocupación por sus finanzas, su participación en la sociedad LDV trucks al productor malayo Weststar, así como su fábrica británica, la de LDV, y sus acciones en la filial de inversiones de la misma, que eran anteriormente de su propiedad. La empresa producía vehículos comerciales bajo la marca Maxus. Sin embargo, los nuevos directivos detuvieron las entregas de los kits de montaje para los modelos Maxus en mayo del año 2009, y el modelo que se deriva para el mercado ruso del minibus Maxus ya es un diseño totalmente original de la GAZ.
Para mantener los niveles de ventas en el sector de vehículos comerciales ligeros, la GAZ hizo planes para el abaratamiento de sus precios en hasta 6000 dólares en todas las versiones de la furgoneta "GAZelle" y en especial, aquellas equipadas con el motor UMZ-4216 y de peso ligero. Sin embargo, el modelo no contaba con una gran demanda, y se lanzó solo un lote limitado de unas 700 unidades. El 4 de febrero de 2010 "GAZ Group" inició la producción en serie de la familia modernizada de vehículos comerciales ligeros bajo el nombre de "GAZelle-Business" y "Sable-Business". Sus ventas se pusieron en marcha a través de una red de distribuidores desde el 25 de febrero de 2010.

### 2010-presente
El 20 de julio de 2010, el "Grupo GAZ" comenzó la producción en serie de un vehículo con modificaciones y el motor diésel del GAZelle, llamado "GAZelle-Business". A finales de octubre de 2010, la planta GAZ anunció el lanzamiento de una versión con capacidad de carga de hasta 4 toneladas, llamada GAZ-33106, que estaría equipada con un motor Cummins ISF 8.3. El 31 de octubre de 2010 finalizó la producción del Volga Siber.
El 23 de diciembre de 2010, y ante la preocupación por las constantes bajas en las ventas, los directivos del grupo DaimlerChrysler y el "Grupo GAZ" firmaron un acuerdo sobre la organización de la producción de vehículos comerciales, iniciándose en las líneas de la GAZ el ensamblaje y posterior producción de las furgonetas del modelo Mercedes-Benz Sprinter (serie W901-W905) en la fábrica de automóviles de Gorki. El modelo fabricado sería una edición LCV, cuya salida al mercado estaba prevista para el 2011.
A principios de febrero de 2011, un acuerdo firmado entre el Grupo GAZ y General Motors, en el que decidieron por contrato la construcción de una nueva factoría dedicada a la fabricación del Chevrolet Nuevo Aveo exclusivamente, con una inversión aproximada de 1000 millones de dólares. La construcción de la misma estaba prevista para el verano de 2012.
A mediados de junio de 2011 Volkswagen Group Russia y el "Grupo GAZ" firmaron un acuerdo para la producción mediante el uso de conjuntos CKD de 110.000 coches al año y durante ocho años en las instalaciones fabriles de la GAZ. El acuerdo fue firmado durante la transición al nuevo régimen y en la que se creó la sociedad Volkswagen Montajes Industriales en Rusia. La misma prevé producir unidades de los modelos más populares en Europa oriental, tales como el VW Jetta, el Škoda Yeti y el Škoda Octavia, que tomarán el lugar dejado en las líneas de producción por el Volga Siber. Así mismo no se espera que la planta GAZ vuelva a lanzar modelos de automóviles de pasajeros de fabricación propia en un futuro próximo.

## Premios
- 2 Órdenes de Lenin.
- Orden industrial de la Bandera Roja.
- Orden de la Guerra Patriótica.

En el período de 1935 a 1957 la planta fue designada como ZiM (en ruso: Завод им Молотова, Zavod imeni Molotova), que significa "Planta llamada Molotov".

## Ventas y exportaciones
Para el año 2010 la planta había producido varios modelos de automóviles así como de vehículos comerciales entre mini/microbuses, camiones y furgonetas:
- Coches de la clase media (segmento D): El Volga Siber (con una cilindrada de 2,4 litros de capacidad y depósito de 150 litros). Se produjeron luego lotes más pequeños hasta alcanzar la cifra acordada de producción, ya que bajo las órdenes del Estado, mediante su programa de reciclaje de vehículos altamente contaminantes, este coche dejó de ser comercializado. La producción en serie del mismo fue completada el 31 de octubre de 2010, en 80.000 unidades.
- Camiones ligeros (segmento LCV): "Sobol" (2310 y 2752), "GAZelle"/"GAZelle-Business" (GAZ-3302 y 2705). Vehículos producidos entre 750.000 y 1,5 millones de unidades.
- Camiones medianos de la familia GAZ-3310 "Valdai" y la serie GAZ-33307, GAZ-33309. Con capacidades de carga de entre 3,5 a 5,0 metros en la plataforma, de 350 a 500 mil unidades.
- Vehículos de doble tracción GAZ-2330 "Tigre", camiones GAZ-3308 "Sadko" para el ejército y la industria nacional 1,3 a 4 mil unidades.
- Autobuses de media y baja capacidad (minibuses) "Sobol" (GAZ-2217 y 22171, de 6 y 10 asientos), y "GAZelle" / "GAZelle-Business" (GAZ-3221 y 32213, para 6-13 pasajeros).

Además, en la fábrica de automóviles GAZ participan en la ejecución del proyecto nacional de reposición y modernización de ambulancias denominado "Salud", suministrándose ambulancias basadas en el vehículo "GAZelle" para los centros de atención de salud en todas las regiones de Rusia (el 80% de los vehículos del parque médico del país es de este modelo). En 2010, la GAZ ha exportado más de 88.000 vehículos, un 64,6% más que en el año 2009 (en el que solo se vendieron en el exterior unas 53.668 unidades).
La planta "GAZ" exporta sus productos a más de 30 países. Los mercados más tradicionales de sus productos en el exterior son los países de Europa oriental y la CEI, de Asia Sur-Oriental, Suramérica, Oriente Medio y África. La "OJSC "GAZ" ha sido certificada en el cumplimiento del sistema de gestión de la calidad tanto a nivel nacional, como en las normas internacionales ISO 9001:2000, siéndole entregada su acreditación por el buró de expertos de «TÜV Management Service GmbH» de Alemania.

## Productos
Entre sus modelos se incluyen casi todos los tipos de vehículos, tanto de uso civil como de uso militar especialmente en la época de la Unión Soviética. Se suelen nombrar según el sistema de nomenclatura soviético para automotores:

### Civiles
Históricos
- BA-10 (1930s-??)
- GAZ-A (1932-1936)
- GAZ-AA (1932-1942)
- GAZ-AAA (1934-??)
- GAZ-03-30 (1933-??)
- GAZ-410 (1934-??)
- GAZ-MM (1934-1950)
- GAZ-M1 (1936-1942)
- GAZ-415 (1936-??)
- GAZ-M2 (1942-1946)
- GAZ-61 (1941-1944)
- GAZ-51 (1946-1976)
- GAZ-M20 (1946-1958)
- GAZ-64 (1941-1942)
- BA-64 (1942–46)
- GAZ-67 (1944-1953)
- GAZ-63 (1948-1968)
- GAZ-69 (1953-1972)
- GAZ-12 ZIM (1950-1959)
- GAZ-21 Volga

- GAZ-21 Sedan (1956-1970)
- GAZ-22 Statión wagon (1962-1970)

- GAZ-72 Pobeda 4x4 (1955-1957)
- GAZ-13 Chaika limusina (1959-1981)
- GAZ-52 Camión (1958-?)
- GAZ-62 Camión (1958-1960)
- GAZ-53 Camión
- GAZ-14 Chaika limosina (1977-1988)
- GAZ-24 Volga Sedan (1968-1985)

Automóviles ctuales
- GAZ-24-05 Volga Station Wagon (1972-1992)
- GAZ-24-10 Volga Sedan (1985-1992)
- GAZ-3102 - Sedán de lujo Volga (1984)

- GAZ-31029 Volga Sedan (1992-1997)
- GAZ-310221 Volga Station Wagon (1997)

Camionetas actuales
- GAZelle

- GAZ-3302 GAZelle Camioneta (1992)
- GAZ-3221 GAZelle Van (1992)
- GAZ-2705 GAZelle Carga (1992)
- GAZ-2752 Sobol Carga (1999)
- GAZ-2217 Barguzin Van (1999)
- GAZ-22171 Sobol Van (2000)

- GAZ-2975 Tiger jeep (2002)
- GAZ-2330 Tiger jeep (2002)

- GAZ-3110 Volga Sedan (1997-2004)
- GAZ-3111 Volga Sedan (1998-2000)
- GAZ-31105 Volga Sedan (2004)

- GAZelle panel
- GAZelle Next

### Militares
- T-60 tanqueta (1935-1940)
- T-70 tanqueta (1938-1942)
- GAZ-66 4x4 Camión Militar (1964-1998)
- BTR-40 APC (1948-??)
- BTR-60 Transporte blindado de personal (1960-197?)
- BTR-70 APC (1976-??)
- BTR-80 APC (1984-??)
- BTR-90 APC (1994)
- GAZ-3937 Vodnik vehículo anfibio jeep (1997)
- Bumerang-BM (2015)